# Aunis
Aunis es una región histórica, natural y cultural francesa situada en la parte centro-oeste de la costa atlántica que se corresponde, más o menos, con una antigua provincia cuya capital era La Rochelle, sucesora de Castrum Allionis (Châtelaillon), la antigua capital que probablemente le dio su nombre a la provincia. El territorio del Aunis, que era la provincia más pequeña en términos de superficie, corresponde hoy en día al cuarto noroeste del departamento de Charente Marítimo.
Esta provincia fue reconocida oficialmente por el rey Carlos V en 1374: «En 1374, Carlos V desgaja La Rochelle de la Saintonge para hacer de ella un gobierno particular que comprendió en la jurisdicción Rochefort, Marennes y durante algún tiempo Benon. Fue entonces cuando aparece el Aunis legalmente como una provincia separada». Al igual que las otras provincias francesas, Aunis desapareció en 1790 cuando se crearon los departamentos.
Sus habitantes son los aunisienos (Aunisiens). Además de La Rochelle, la capital, la provincia tenía otras ciudades importantes, como Rochefort, Surgères o incluso Marans. También era dueña de la isla de Ré, y comparte en toda su historia, con la Saintonge, las otras tres islas de Charente Marítimo: Oléron, Aix y Madame.

## Toponimia
El nombre de esta pequeña provincia del occidente de Francia aparece por primera vez en la historia, en 785. Después de la partición del Aquitania en nueve condados, decretada por Carlomagno en el año 778, el nombre de la Aunis, ortografiado «pagus Alnensis» aparece entonces en el testamento del conde Roger.: 18 
Pero la etimología de esta pequeña provincia ha dado lugar a muchas interpretaciones diferentes, e incluso fantasías que aún perduran hoy. Todavía no hay unanimidad entre los historiadores y etimólogos. Son tres interpretaciones interesantes sostenidas por los etimólogos, sin que sea posible decidir sobre ellas:
- según algunos etimólogos, habría que ligar el nombre de la provincia con sus orígenes silvestres, cuando los alisos (en francés: aulne) serían árboles muy comunes en los tiempos medievales; sería el «pays des aulnes» ('país de los alisos');[7]
- para otros, se relacionaría con el nombre de un antiguo pueblo bárbaro, del que tomaría su nombre. Según algunos historiadores, Aunis fue habitada por la tribu de los alanos, que invadieron la Galia en 406.[8]
- la tercera interpretación vincula el nombre del Aunis con la turbulenta historia de la ciudad de Châtelaillon en su período medieval. La primera capital del Aunis fue de hecho Châtelaillon (ahora Châtelaillon-Plage), conocida como «Castrum Allionis», que significa 'castillo de Aunis'. Esta última teoría es la que parece tener el favor de la mayoría de historiadores.[9]

## Historia
Durante mucho tiempo, dos corrientes de pensamiento diametralmente opuestas se enfrentaron en lo concerniente a la historia antigua del Aunis:
- la primera, sostenida por historiadores ilustres a partir del siglo XVIII, ha perdurado en la memoria colectiva hasta hoy. Se puede resumir en tres frases:

«Durante la antigüedad, la región, que será tardíamente llamada Aunis y reconocida como una provincia, pasará mucho tiempo lejos de la civilización
«En la época celta, después galorromana, la parte norte de la Santonie que será nombrada en tiempos medievales el Aunis es una región durante mucho tiempo descuidada, lejos de la civilización, al igual que de cualquier eje de comunicación».
«Todas estas características naturales reunidas harán de «esta región (...), a menudo inundada, pantanosa, poco sana, poco rica, fácil de defender, pero no pudiendo servir de punto de apoyo para un ataque una comarca inhospitalaria durante largos siglos».
- La segunda fue resumida desde 1885 por Georges Musset en la introducción a su obra sobre la prehistoria de la Charente-Inférieure:

«La Saintonge, a juicio de todos, muy antiguamente poblada, ha jugado un papel en la época galorromana e incluso gala, mientras que el Aunis habría sido una suerte de Tebaida, un país desértico, enfebrecido, malsano, cortado por pantanos y humedales, el refugio de todas las gentes deshonestas y desclasadas. Sólo tardíamente conforme a todos se habría poblado, y la unanimidad de las afirmaciones de esta naturaleza nos dispensan de regresar a cualquiera de ellas, ya que este punto de vista ha sido el de todos los que se ocuparon de la historia del Aunis, excepto tal vez Lesson y Fleuriau de Bellevue. Esta idea nosotros la hemos combatido varias veces, incluso en la Asociación francesa para el avance de las ciencias, en La Rochelle. No vamos a empezar de nuevo con este motivo. Simplemente basta con decir que al igual que el Aunis, como la Saintonge, ha estado poblado en épocas de la prehistoria, que encontramos en este rincón las trazas de la civilización de la piedra y del bronce, y que si, en igualdad de condiciones, el número de estaciones descubiertas en Aunis no es tan considerable como el de las estaciones de Saintonge, la razón está en el hecho de que la exploración del Aunis, en este punto de vista especial, no se remonta más que a poco tiempo y que muy pocos arqueólogos se ocuparon en ello.»
Esto se basa en una constatación: los descubrimientos arqueológicos existen, son numerosos y contradicen las afirmaciones precedentes. Si el trabajo de Musset presenta la lista de las trazas prehistóricas señaladas en Charente-Maritime y en especial en el Aunis a finales del siglo XIX, habrá que esperar hasta 1978 para que un estado de los lugares en el Aunis antiguo fuese publicado en las páginas de la «Revue de la Saintonge et de l’Aunis».
Hoy en día, la síntesis de los descubrimientos arqueológicos presenta al Aunis como un territorio rural salpicado de pequeñas explotaciones agrícolas, después, de villas galorromanas, conectadas entre ellas por una malla de caminos secundarios. Desde la prehistoria, hasta el comienzo o tal vez la mitad de la Edad Media, la configuración geográfica muy peculiar de esta comarca difiere poco. Era una península rodeada por islotes emergentes. Los actuales pantanos (marais poitevin, bordeando el norte, y los pantanos de Rochefort, el sur) eran hendiduras marinas que penetraban profundamente la traza del litoral que se conoce hoy en día. El mapa arqueológico muestra una actividad humana significativa en todos los períodos, incluyendo casi todas las emergencias aisladas.
Algunas señales confirman una actividad económica organizada en torno a al menos tres ejes principales: la explotación de la sal del mar desde la protohistoria, la viticultura y la pesca. El descubrimiento de numerosas monedas romanas, incluyendo tesoros monetarios, salidos de todo el imperio y que cubre los cuatro primeros siglos de nuestra era, precisa la importancia del comercio local.
Los sitios estudiados son ricos en producciones importadas que demuestran un comercio muy abierto, facilitado por las vías marítimas.
La comuna de Saint-Georges-du-Bois ha proporcionado dos descubrimientos significativos para la historia antigua del Aunis: un anfiteatro estimado en 3.000 asientos y un templo de tipo «fanum», dos lugares de reunión que precisan bien una organización humana bien estructurada.

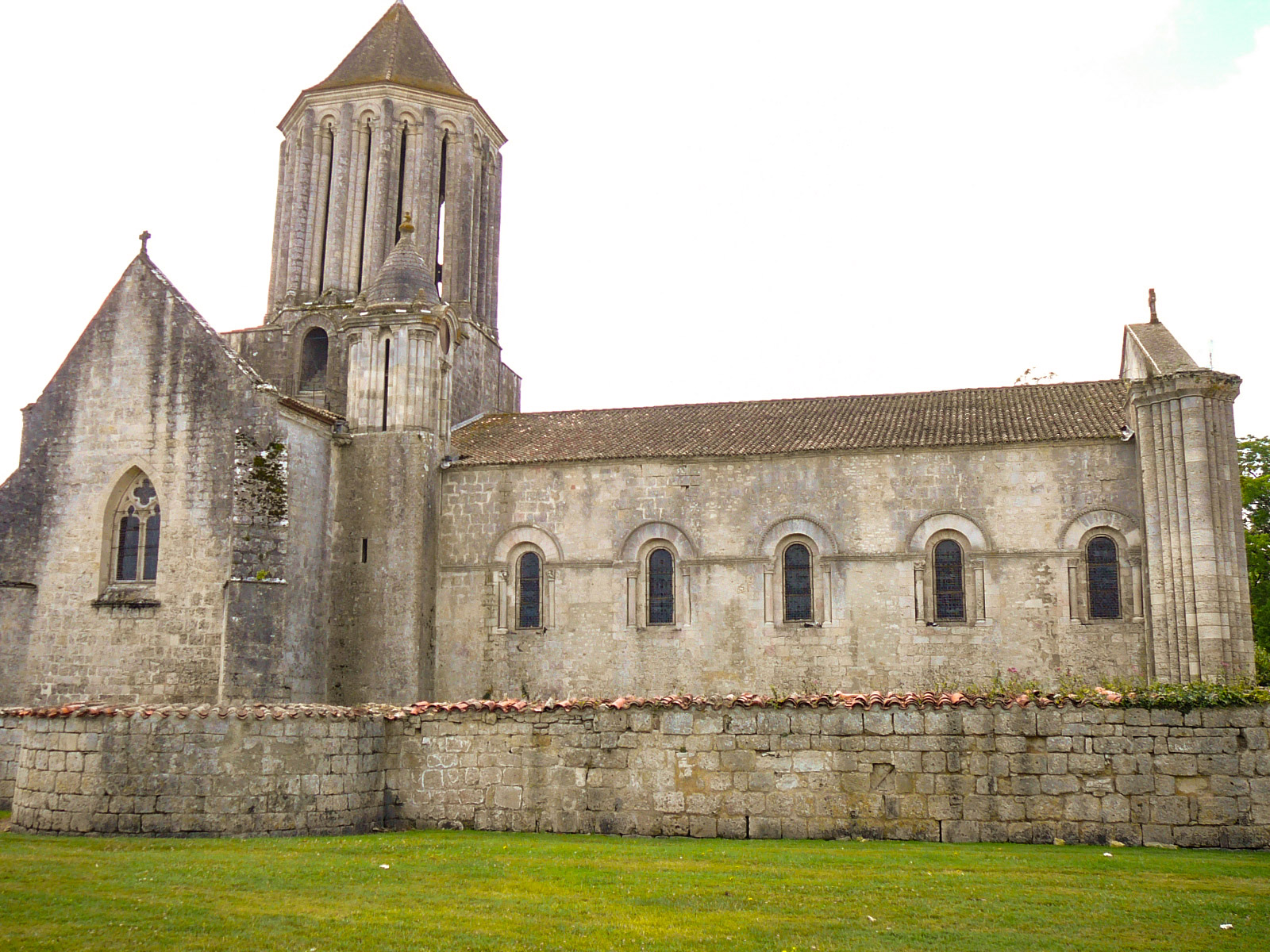
La iglesia Notre-Dame de Surgères

### Elpagus alnensisdurante la Edad Media
Fue durante el reino carolingio cuando esta parte de la Saintonge hizo su aparición verdaderamente en la Historia. Su nombre, pagus Alnensis, aparece por primera vez en 785.: 18  Dependía entonces de los condes de Poitou. Hacia el final del siglo X, tras el colapso del poder carolingio, el Aunis se desgajó de la Saintonge y tuvo su primera capital, Châtelaillon.: 31 
En los siglo IX y X, los condes de Poitou cuenta se acelera primero en fortificar el litoral del Aunis. Levantaron la pujante fortaleza de Châtelaillon con sus catorce torres, para contrarrestar la amenaza que constituía los vikingos. Pero las incursiones repetidas de los normandos en el interior, donde remontaban ríos y afluentes, crearon una inseguridad aún mayor. Esta fue la razón por la que el conde de Poitou estableció, en su pequeña provincia, la ciudad fortificada de Surgères en el siglo IX: 32, 210  o incluso el castrum de Benon con «un donjon que se elevaba en el centro de una plaza, rodeado por dos caminos de ronda y de tres anchos fosos»
Desde el siglo XI, los condes de Poitou comenzaron a interesarse por el arrière-pays (interior) de esta pequeña región, largamente aislada y abandonada, y entonces decidieron desarrollarlo. En primer lugar, alentaron la instalación de pujantes abadías con el fin de desbrozar el antiguo bosque de Argenson. Benon acogió a la abadía de la Grace Dieu, que fue la primera abadía cisterciense que se fundó en el Aunis,: 62  y que participó activamente en el movimiento de desbrocen. Gracias a estos monjes pioneros, se abrieron grandes claros en el antiguo bosque para establecer en ellos aldeas y cultivos (trigo, avena, cebada) y plantar precozmente vides. Este poderoso movimiento monástico, a continuación, fue seguido por los señores laicos, que participaron en la limpieza del Aunis desde el siglo XI. Pero fue sobre todo en los siglos XII y XIII cuando el desarrollo de lo que será más tarde la llanura (plaine) del Aunis, tendrá su pleno desarrollo.
En el litoral, se acondicionaron varias salinas que fueron los comienzos de la riqueza de Aunis, y desde el siglo XI aseguraron la prosperidad de la provincia. Châtelaillon se convirtió rápidamente en la gran ciudad amurallada del Aunis y fue un importante puerto por el que transitaron la sal y el vino del Aunis y de la Saintonge.
Tras la caída de Châtelaillon en 1130, La Rochelle tomó rápidamente importancia y se convirtió en la nueva capital del Aunis: «la caída de Châtelaillon data de 1130 pero fue sólo en 1144 cuando todo el dominio de la familia Alon fue desmembrado. Una parte pasa a los Mauleon, en particular la península de Aunis sobre la que se levantaría desde 1151 la nueva ciudad de La Rochelle»|
El Aunis fue ocupado en 1130 por el duque de Aquitania Guillaume X,: 80  aportado en dote por Leonor de Aquitania a Luis VII, y después del divorcio de la duquesa, a Enrique II de Inglaterra, convertido en duque de Aquitania por su matrimonio.: 86  El Aunis fue incorporado al dominio real de Luis VIII en 1224.: 107  La provincia pasó a estar bajo el dominio británico en 1360 por el tratado de Brétigny, firmado por Juan II.: 134  En 1370, el reino de Francia se alió con el rey de Castilla; la flota castellana interceptó a la fuerza expedicionaria inglesa en La Rochelle el 22 de junio de 1372 y la destruyó el día 23. La campaña para la reconquista del Poitou, del Aunis, de la Saintonge y del Angoumois comenzó inmediatamente después de esa batalla de la Rochelle. Las islas de Ré y de Oléron fueron sometidas el 26 de agosto; La Rochelle, gracias a una hábil estratagema de Jean Chaudrier, se liberó de la ocupación inglesa el 15 de agosto y la ciudad abrió sus puertas el 8 de septiembre después de haber negociado su sumisión al rey de Francia.

### La provincia del Aunis (1374)

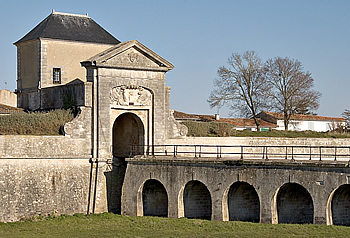
Las fortificaciones de Vauban en Saint-Martin-de-Ré

Fue en ese momento cuando el rey erigió oficialmente el Aunis en provincia, separándola definitivamente de la Saintonge en 1374: «En 1374, Carlos V desgaja La Rochelle de la Saintonge para hacer de ella un gobierno particular que comprendió en la jurisdicción Rochefort, Marennes y durante algún tiempo Benon. Fue entonces cuando aparece el Aunis legalmente como una provincia separada».
El Aunis fue una provincia mucho más extensa en tiempos medievales, y conoció muchos fluctuaciones en sus límites territoriales. Se extendía desde el marais poitevin, en el norte, hasta el valle inferior del Charente, en el sur; en el oeste, incluía la isla de Ré y la isla de Aix, frente a la desembocadura del Charente; en cambio, sus tierras, al este, han conocido límites muy variables y que parece se mantuvieron siempre inciertos. Parece que el Aunis se extendía hasta las puertas de Niort y que también incluiría la viguerie (una especie de vicaria) de Saint-Jean-d'Angély: 54  En la creación oficial de la provincia en 1374, durante el reinado de Carlos V, el Aunis recibió Rochefort, Surgères y Marans, pero sus límites en el este no fueron precisados.: 47 

### El Aunis durante la Reforma
La Reforma protestante se introdujo en Aunis en tiempos de Francisco I de Francia y se volvió muy poderosa: el Aunis fue el último bastión de la resistencia de la fiesta, que no sucumbió hasta la caída de La Rochelle en 1628.

### El Aunis al final del Antiguo Régimen

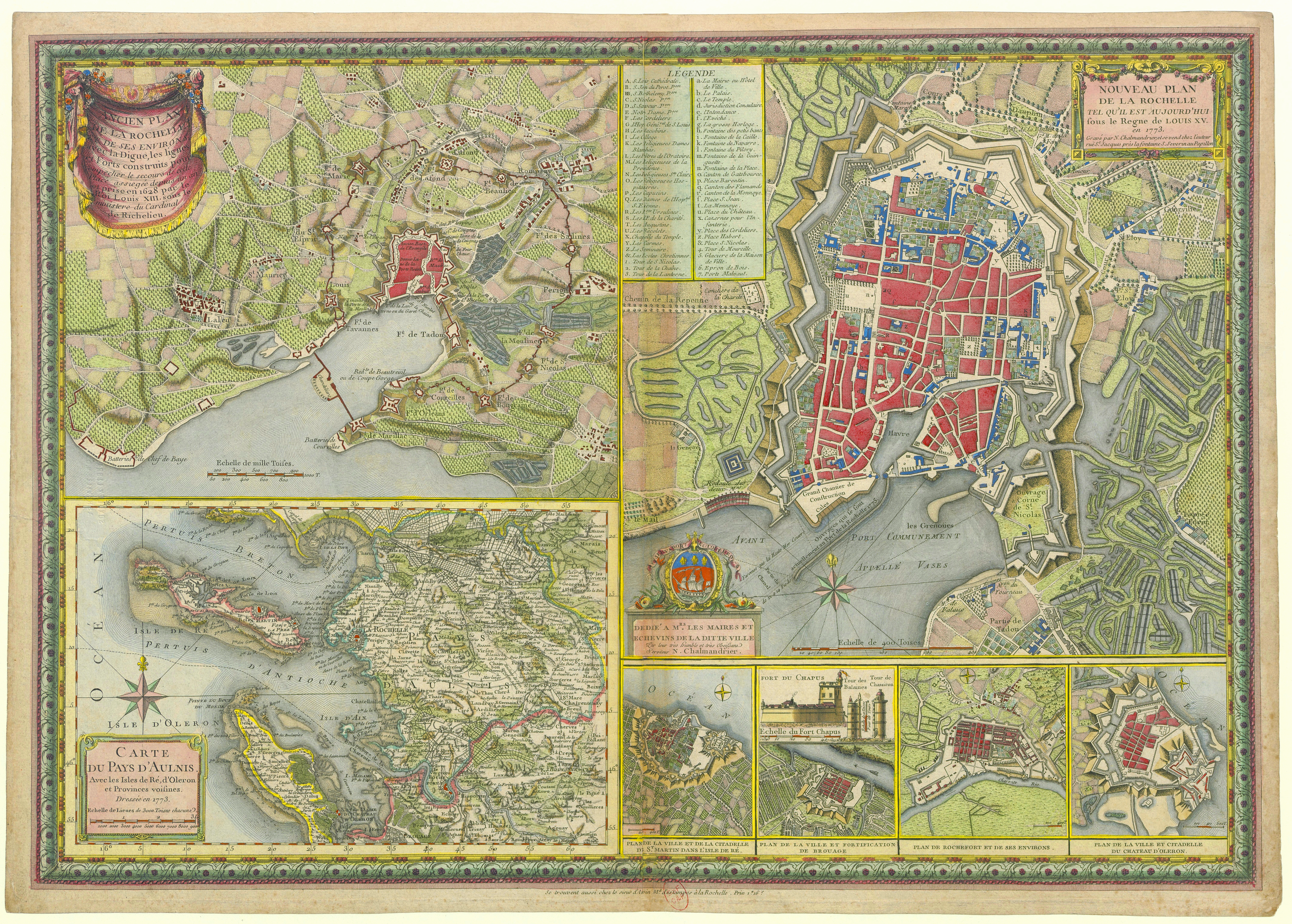
La Rochelle y alrededores hacia 1773. Nicolas Chalmandrier

Cuando fueron creados los departamentos franceses por la Asamblea Nacional Constituyente de 1790, el Aunis era una provincia muy pequeña, tanto por superficie como por población. A pesar de la resistencia de sus habitantes y de la enérgica intervención de sus diputados, fue asociada en 1790 a la parte mayor de la Saintonge para formar el departamento de Charente-Maritime.

## Citas
La otra parte, no obstante, tirará hacia  Onys, Sanctonge, Angomoys y Gascoigne,  junto Perigot, Médoc y Elanes. Sin resistencia, tomaron ciudades, castillos y fortalezas.
L'aultre partie, cependent, tirera vers Onys, Sanctonge, Angomoys et Gascoigne, ensemble Perigot, Medoc et Elanes. Sans resistence prendront villes, chasteaux et forteresses.
Gargantua, Rabelais,  cap. 33: Los consejeros de Picrochole.

## Principales monumentos

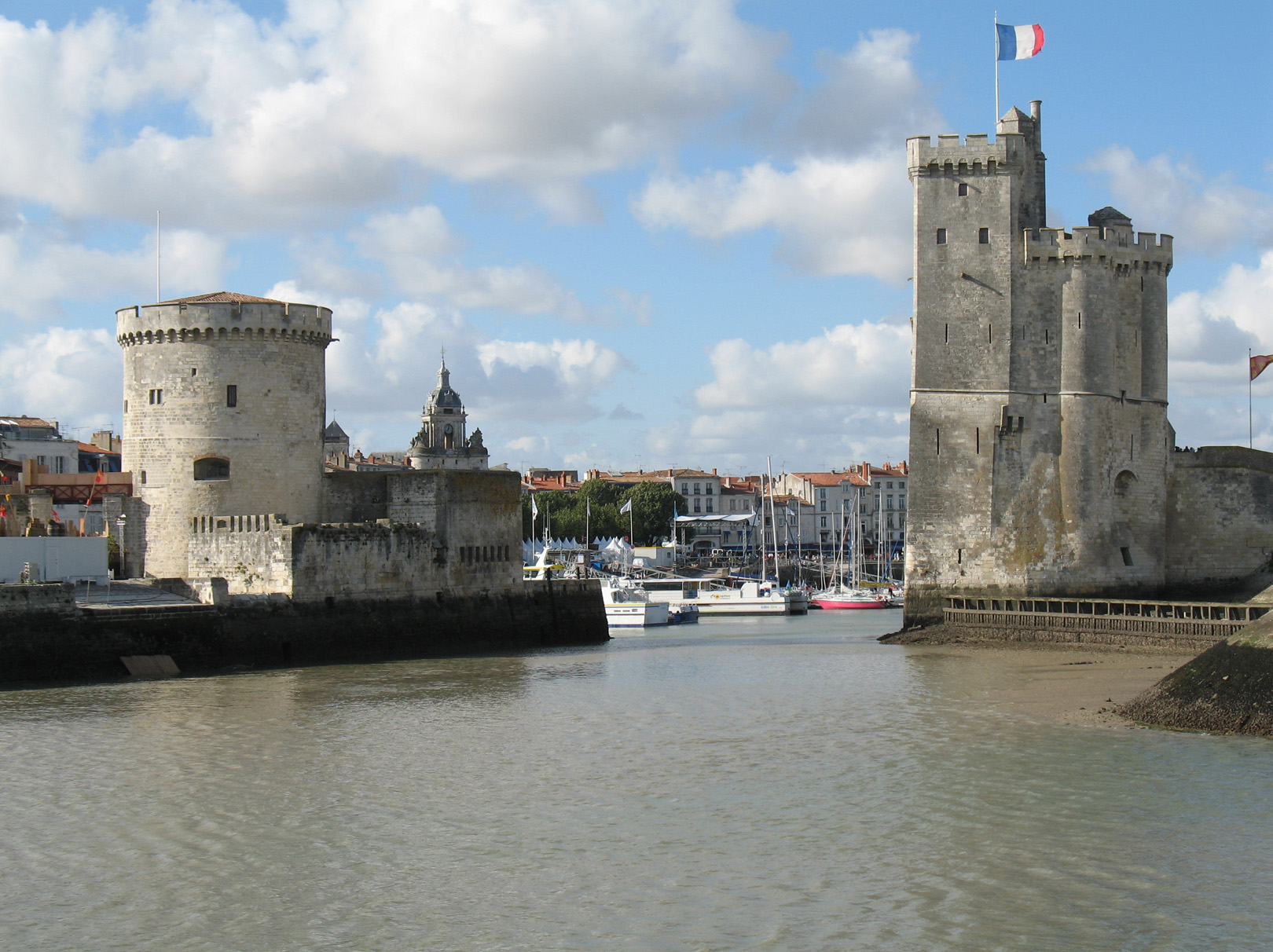
La entrada del Vieux-Port de La Rochelle

- en La Rochelle: las torres de Saint-Nicolas, de la Chaîne, de la Lanterne (o de los Quatre Sergents) y el hôtel de ville Renaissance;
- en Surgères: la iglesia románica de Notre-Dame;
- en Rochefort: La Corderie royale.

## Personalidades relacionadas con el Aunis
- Amador de la Porte, gobernador de los países de Saintonge y del Aunis.